# 1019
Початок Високого Середньовіччя •  Епоха вікінгів •  Золота доба ісламу •  Реконкіста •  Київська Русь

## Геополітична ситуація
Візантію очолює Василій II Болгаробійця. Генріх II є імператором Священної Римської імперії.
Королем Західного Франкського королівства є, принаймні формально, Роберт II Побожний.
Апеннінський півострів розділений між численними державами: північ належить Священній Римській імперії, середню частину займає Папська область, на південь від Римської області лежать невеликі незалежні герцогства, півдненна частина півострова належать Візантії. Південь Піренейського півострова займає Кордовський халіфат, охоплений міжусобицею. Північну частину півострова займають християнські королівство Леон (Астурія, Галісія), де править Альфонсо V, Наварра (Арагон, Кастилія) та Барселона.
Канут Великий є королем Англії й Данії.
У Київській Русі почалося правління Ярослава Володимировича. У Польщі править Болеслав I Хоробрий. У Хорватії триває правління Крешиміра III та Гойслава. Королівство Угорщина очолює Стефан I.
Аббасидський халіфат очолює аль-Кадір, в Єгипті владу утримують Фатіміди, в Середній Азії — Караханіди, у Хорасані — Газневіди. У Китаї продовжується правління династії Сун. Значними державами Індії є Пала, Пратіхара, Чола. В Японії триває період Хей'ан.

## Події
- Боротьба між синами Володимира Великого за київський престол завершилася перемогою Ярослава, який переміг Святополка в битві на річці Ільтиці і почав княжити в Києві.
- Князь Ярослав одружився з донькою шведського короля Інгігердою.
- Вперше складено збірник найдавніших правових норм — «Правда Ярослава».
- Сарацини здійснили напад на Нарбонн.
- Аббасидський халіф аль-Кадір проголосив ханбалітський мазхаб офіційним і засудив інші доктрини в ісламі. Заборонено інтерпретувати Коран.
- В Японії Фудзівара но Мітінаґа подався в ченці, хоча продовжував правити країною за сценою до смерті. Офіційним радником імператора став Фудзівара но Йоріміті.
- Чжурчженські пірати вчинили напад на японський острів Кюсю.
- Завершилася війна між Корьо та киданями.